# Gavriil Musicescu
Gavriil Musicescu (n. 20 martie 1847, Ismail, gubernia Basarabia, Imperiul Rus – d. 8 decembrie 1903, Iași, România) a fost un compozitor, muzicolog și dirijor român. Muzician de înaltă pregătire, dirijor și organizator de talent al uneia dintre cele mai impunătoare formații corale care au ființat pe pământul României — Corul Mitropolitan din Iași — unul dintre primii muzicologi care au pătruns în esența comorilor folclorului românesc, excelent pedagog muzician, Gavriil Musicescu a desfășurat pe cele mai diverse planuri o adâncă operă de creație, de promovare a valorilor artistice românești, de educație muzicală.
Este tatăl pianistei profesoară de pian Florica Musicescu și bunicul scriitorilor Ionel Teodoreanu și Alexandru O. Teodoreanu (Păstorel).

## Viața
Numele său de familie era Muzicenko, de origine ucraineană.
Născut la 20 martie 1847 la Ismail, Gavriil Musicescu a făcut primele studii în orașul natal. Urmează timp de 4 ani la Seminarul din Huși, după care studiază la Conservatorul din Iași.
Se știe că episcopul academician Melchisedec Ștefănescu a reformat Seminarul de la Huși după preluarea conducerii instituției, prin programul aplicat și prin eliminarea pedepselor corporale, care mai mult îndobitoceau decât educau. Atunci când a ajuns episcop, a fondat un cor în catedrala din Huși. 
Acest cor era dirijat de unul dintre bursierii lui, Gavriil Musicescu, trimis de episcop spre a face studii înalte, și care s-a întors cunoscând muzica corală apuseană. Musicescu va fi apreciat chiar de către familia imperială a Rusiei, care îi va oferi postul de dirijor.
Episcopului îi plăcea foarte mult să stea seara în catedrală și să asculte aceste concerte. „Repetarea cântărilor se făcea sub turnul clopotniței, iar uneori chiar în biserică. Bătrânul cu privirea blândă venea să asculte câte un conțert (așa cum auzeam și noi acest cuvânt ciudat). Multe urechi s-au desfundat atunci, rămânând cu înlesnirea de a memoriza bucăți întregi din muzica superioară a clasicilor” Simion Mehedinti.
După absolvirea Conservatorului, Gavriil Musicescu a fost numit profesor de muzică la Ismail. Aici are ocazia de a cunoaște repertoriul coral bisericesc al clasicilor ruși. Fiind un iscusit dirijor de cor și având serioase înclinații spre compoziție, a fost trimis la Petersburg, unde a urmat cursurile de armonie și polifonie. Întors în țară (1872), Gavriil Musicescu este numit profesor de armonie la Conservatorul de muzică din Iași. 
Timp de mai bine de trei decenii, Gavriil Musicescu, cu competență și exigență, a îndrumat generațiile de discipoli, instaurând o tradiție de seriozitate și de autentică trăire emoțională artistică în lucrările elaborate. La catedră a fost un zelos propagator al cântecului popular, stăruind neîncetat a arăta studenților calea dezvoltării muzicii românești prin axarea ei pe creația populară. 
Ca director al Conservatorului din Iași (1901-1903), Gavriil Musicescu a inițiat acțiuni menite să contribuie la educarea muzicală a publicului larg. Dezvoltarea orchestrei Conservatorului și organizarea unor conferințe cu ilustrații muzicale au constituit un început lăudabil. Din 15 ianuarie 1876 a devenit și dirijorul corului Mitropoliei din Iași, pe care-l va conduce până la sfârșitul vieții. Gavriil Musicescu a ridicat această formație în scurt timp la un nivel necunoscut până atunci la noi. Pentru ansamblul acesta a scris — în afară de lucrări destinate serviciului religios (liturghii, concerte etc.) — compoziții corale laice, reprezentând prelucrări de melodii populare. Împreună cu corul a întreprins turnee remarcabile.

## Creația artistică
În afară de muzică corală religioasă și laică, creația sa cuprinde lucrări ocazionale, ca de pildă monumentala piesă corală Cu tărie înainte scrisă în 1885 cu prilejul jubileului de jumătate de veac al Academiei Mihăilene din Iași. 
În 1883, cu prilejul inaugurării statuii lui Ștefan cel Mare, Gavriil Musicescu scrie Cântecul lui Ștefan cel Mare, reluat și amplificat în zilele noastre de compozitorul Gheorghe Dumitrescu, în opera Ioan Vodă cel Cumplit. Prin cântecele sale, Gavriil Musicescu a fost prezent în toate manifestările patriotice și culturale ale țării. În septembrie 1877, cu prilejul marii întâlniri de la Universitatea din Iași, compune un înaripat marș eroic intitulat Arme, arme. Sub titlul Fiii României, marșul s-a cântat la reprezentațiile de gală în cinstea căderii Plevnei. Soldaților români le-a mai închinat cântecele Moartea vitează și Oșteanul român, pe versuri populare. 
O remarcabilă autenticitate artistică o demonstrează Hora de la Plevna pe versuri de Vasile Alecsandri, Stejarul și cornul pe versuri populare, Ca un glob de aur pe versuri de Dimitrie Bolintineanu. 
Gavriil Musicescu a armonizat melodii populare și a publicat recenzii și studii muzicale, articole în legătură cu valoarea folclorului ca bază pentru dezvoltarea muzicii culte. 

Mormântul lui Gavriil Musicescu de la Cimitirul Eternitatea din Iași.

Compozitorul și dirijorul Gavriil Musicescu s-a stins din viață la data de 8 decembrie 1903, în municipiul Iași. A fost înmormântat la Cimitirul Eternitatea din Iași. 
Elevii săi, Ion Vidu și Timotei Popovici, veniți din Banat să învețe la Iași, ca și Enrico Mezzetti, Alexandru Zirra ș.a., au continuat tradiția maestrului lor, îmbogățind repertoriul coral românesc cu lucrări de valoare. Tradiția dirijorală a lui Gavriil Musicescu a fost continuată la Iași de Antonin Ciolan și Vasile Popovici-Ieșeanu.